# Wojna Kalibana
Wojna Kalibana (tyt. oryg. Caliban's War) – amerykańska powieść science fiction z 2012, uznawana za operę kosmiczną. Jej autorami są Daniel Abraham i Ty Franck piszący pod wspólnym pseudonimem James S.A. Corey. To druga powieść z serii Expanse, na bazie której powstał serial pod tym samym tytułem. Akcja książki rozgrywa się w przyszłości, w której ludzkość skolonizowała Układ Słoneczny. Mars, Ziemia i Pas Asteroid są skonfliktowane, a sytuacji nie poprawia odkrycie przez nich tajemniczej protomolekuły. Powieść z 2013 została nominowana do Locus Science-fiction Award.
Polskie wydanie ukazało się 20 czerwca 2018 nakładem wydawnictwa Mag. Książkę tłumaczył Marek Pawelec, a okładkę wykonał Dark Crayon.

## Fabuła
Na jednym z księżyców Jowisza, Ganimedesie, dochodzi do tragedii. Ktoś atakuje siły Ziemi i Marsa. Atak przeżywa tylko pochodząca z czerwonej planety marine, Bobby. Jej skafander nagrywał atak, w związku z czym kobieta zostaje przetransportowana na Ziemię, na której zostaje przesłuchana przez członków ONZ.
W tym czasie Jim Holden wraz ze swoją załogą leci na księżyc, aby sprawdzić, kto i czemu wywołał na nim zamieszanie, robiąc wszystko na prośbę ONZ. Tam załoga trafia na biologa, który szuka swojej córki: ta zaginęła na kilka godzin przez zamieszaniem związanym z atakiem oraz zawaleniem się jednej z olbrzymich szklarni, w którym hodowana była żywność, mająca wyżywić Pas Asteroid.